# Пражмовский, Адам (историк)
Адам Михал Пражмовский 1764, Космин — 8 февраля 1836, Варшава) — польский и затем российский богослов, учёный, научный писатель и религиозный деятель.

## Биография
Получил образование в семинарии св. Креста в Варшаве. После её окончания отправился в 1788 году в Рим, где получил докторскую степень в области богословия и философии, позже был рукоположён в сан священника. После возвращения в Польшу, в ту её часть, что после разделов была в составе Пруссии, Пражмовский в 1799 стал генеральным викарием Варшавского диоцеза (образованного в 1798 году), а в период 15 ноября 1804 - 10 декабря 1807 года был  капитульным викарием. Пражмовский принимал активное участие в интеллектуальной жизни Варшавы, в период существования Варшавского герцогства он был членом Палаты общественного образования (выполнявшей функции министерства образования и науки Варшавского герцогства) и правительственной комиссии по делам религий и общественного просвещения. Он был также членом Общества друзей наук в Варшаве, был приходским священником варшавского собора. В 1812 году присоединился к Генеральной конфедерации Королевства Польского. После вхождения большей части бывшего Варшавского герцогства в состав Российской империи в качестве Царства Польского (1815), Пражмовский в 1816 году был назначен коадъютором епископа Плоцка Томаша Осташевского, а после его смерти стал епископом Плоцка (17 марта 1818 года). Посвящение во епископы принял 7 июня 1818 года от примаса Польши Франтишека Скарбек-Мальчевского. 31 июля 1818 года назначен сенатором Царства Польского.
В 1818 году инициировал реорганизацию Плоцкой епархии. Его площадь была разделена на 17 благочиний и 245 приходов. В результате этой реформы перестало существовать несколько отдельных церкви. Тем не менее спустя несколько лет была проведена повторная реорганизация. Был принуждён умирающим примасом Франтишеком Скарбек-Мальчевским к роспуску большего количества монастырей, чем разрешалось папской буллой, что вызвало противодействие со стороны папы. В 1828 году стал членом сеймового суда, судящего лиц, обвиняемых в государственной измене. Участвовал в общественной жизни Царства Польского; хотя и исполнял функции епископа Плоцка, постоянно проживал в Варшаве, а в Плоцке бывал только наездами. Был одним из основателей Плоцкого научного общества и первым его президентом. Состоял членом Варшавского общества любителей естествознания. Был награждён орденом Святого Станислава I степени Александром I. В 1826 году был награждён орденом Белого Орла.
Много исторических исследований его авторства было напечатано в «Rocznikach Warsz. towar. przyjaciol nauk» и в «Pamiętniku warsz.». Отдельно была издана его работа «Wiadomość о najdawmejszych dziejopisach polskich» (Варшава, 1811).